# Niphadaza bicolor
Niphadaza bicolor is een vlinder uit de familie van de grasmotten (Crambidae), uit de onderfamilie van de Acentropinae. De wetenschappelijke naam van deze soort is voor het eerst gepubliceerd in 1886 door Arthur Gardiner Butler.
De soort komt voor in Fiji.